# Kathleen Ferrier
Kathleen Ferrier (Higher Walton, Lancashire, 1912. április 22. – London, 1953. október 8.) angol kontraalt opera-énekesnő, repertoárjának középpontjában azonban a dalok és az oratóriumok álltak.

## Élete, munkássága
1912-ben született a család harmadik gyermekeként, a lancashire-i Higher Walton faluban. Apja William Ferrier, a helyi iskola vezetője, anyja Alice Murray volt, és mindketten tagjai voltak a község operai társaságának és kórusának. 1914-ben a család Blackburnbe költözött, mert az apa a város Szent Pál Iskolájának igazgatója lett. Zongoraórákat vett Frances Walker jónevű zongoratanártól, de tizennégy évesen a család anyagi helyzete miatt el kellett hagynia az iskolát, és és 14 évig telefonos kisasszonyként dolgozott a postán. Emellett kórusokban énekelt, zongorakísérőként szerepelt, majd tizennyolc éves korában aranyérmet kapott Liverpoolban, a Daily Express által szervezett, fiatal zongoristáknak szóló országos versenyen. 1931-ben megszerezte zongoratanári diplomáját a Royal Academy of Musicon. Ebben az időben már énekórákat is vett, bár a hangját nem tartották kivételesnek. 1935. november 19-én feleségül ment egy Albert Wilson nevű banki hivatalnokhoz, akit később kineveztek bankigazgatónak. Telefonista állását ezután fel kellett adnia, mert a posta nem alkalmazott férjezett nőket. A házasság nem volt sikeres, hosszabb különélés után 1947-ben váltak el.
1937-ben zongoristaként és énekesként is részt vett a Carlisle-i Fesztiválon, ahol első díjat nyert, mint a fesztivál legjobb énekese. J. E. Hutchinson zenetanár ismerte fel tehetségét, és az ő irányításával fejlesztette repertoárját a klasszikus szerzők irányában. 1939-ben elkészült az első rádiófelvétele. 1941-től háborús koncertek sorát adta egész Angliában. Egy blackpooli koncert alkalmával meghallgatta a neves Malcolm Sargent karmester, aki beajánlotta a jól ismert Ibbs és Tillet ügynökségnél. 1942-ben a nővére segítségével Londonba költözött, és Roy Henderson baritonnál, akivel korábban már fellépett, képezte tovább énektudását. 1943-ban Händel Messiásában mutatkozott be a westminsteri apátságban Isobel Baillie és Peter Pears társaságában, Reginald Jacques vezényelt. A kritika kedvezően fogadta, ezután fontos megbízások sorát kapta. Első hanglemeze 1944 szeptemberében készült a Columbia kiadónál, két Maurice Greene-dalt énekelt Gerald Moore kíséretével.
1944-ben az Angyal szerepét énekelte Leedsben Edward Elgar Gerontius álma című oratóriumában, amely az egyik legismertebb szerepe lett. Találkozott John Barbirollival, aki az egyik legközelebbi barátja és legerősebb szószólója lett. Benjamin Britten neki írta Lucretia szerepét a Lucretia meggyalázása című operában. Az 1946-os Glyndebourne-i Fesztiválon az opera nem, de Ferrier kedvező kritikákat kapott. Rudolf Bing, a fesztivál igazgatója Bruno Walternek ajánlotta őt kontraalt szólistaként Mahler Dal a Földről című művének előadásához, az 1947-es Edinburgh-i Nemzetközi Fesztiválra. Ez a mű másik híres darabja lett. 1948 elején négyhetes észak-amerikai körútra indult, New Yorkban például a Dal a Földről két előadását énekelte Bruno Walterrel és a New York-i Filharmonikusokkal. Alma Mahler, a zeneszerző özvegye is jelen volt az elsőn. Ebben az évben fellépett a a Promson Brahms Altrapszódiájával, az azévi Edinburgh-i Fesztiválon pedig Bach h-moll miséjében énekelt. A következő időben egymást követték európai koncertfellépések és a harmadik amerikai turné, benne San Franciscóban Gluck Orfeusz és Euridikéjében, Pierre Monteux vezényletével – újabb nagyon fontos szerep. 1951-ben Manchesterben Barbirollival mutatta be Ernest Chausson Poème de l’amour et de la mer (Szerelem és a tenger költeménye) című művét, a kritikusok általános elismerésben részesítették.
1951 márciusában emlőrákot diagnosztizáltak nála, meg is műtötték. Mindazonáltal június 19-én már ismét fellépett: a Royal Albert Hallban a h-moll misét énekelte. Ezt követő fellépéseit kórházi látogatások váltogatták, sugárterápiával is kezelték. 1952 elején közreműködött Britten Canticle II: Abraham and Isaac című művének ősbemutatóján, majd a Royal Albert Hallban Bach Máté-passiójában énekelt. Egészsége tovább romlott, de a kemoterápiát nem vállalta, mert attól tartott, hogy a kezelés rossz hatással lesz a hangjára. Részt vett a hetedik egymást követő Edinburgh-i Fesztiválon, számos stúdiófelvételt készített, decemberben pedig énekelt a BBC karácsonyi Messiásában. 1953 újév napján a Brit Birodalom Rendjének (CBE) parancsnokává nevezték ki. Az év elején az Orfeo ed Euridice angol nyelvű változatában énekelt, amelyet négy előadásra tervezve állítottak színpadra a Covent Gardenben, Barbirolli vezetésével. Sugárkezelése miatt fizikailag nagyon legyengült, a második előadás közben combnyaktörést szenvedett, gyakorlatilag mozgásképtelenné vált, a szereplő kollégák feltűnés nélkül támogatták a színpadon. Még el tudta énekelni hátralévő áriáit, az összmeghajláson is részt vett, majd azonnal kórházba szállították. Az orvosai petefészek-eltávolítást javasoltak számára, de ezt sem fogadta el. A nagyközönség változatlanul nem tudott az énekesnő állapotáról, csak nővére és a közeli barátok tudták az igazságot. A kórházban újabb műtéteken esett át, de állapota nem javult. Itt tudta meg, hogy júniusban elnyerte a Királyi Filharmonikusok Társaságának aranyérmét. 1953. október 8-án hunyt el a kórházban.
Diszkográfiája gyakorlatilag a Columbia és a Decca kiadóknál készült stúdiófelvételekből, valamint élő előadásokból származó felvételekből áll, amelyeket később hanglemezként adtak ki. Számos felvételét többször is újra kiadták modern hordozókon. 1992 és 1996 között a Decca kiadta a repertoárja nagy részét tartalmazó Kathleen Ferrier Editiont, tíz CD-n.
2011-ben Diane Perelsztejn életrajzi filmet készített róla Kathleen Ferrier. Ein Lied von der Erde címmel. A filmet a következő évben a Decca kiadta DVD-n, Kathleen Ferrier címen.

## Fordítás
- Ez a szócikk részben vagy egészben  a   Kathleen Ferrier című angol Wikipédia-szócikk ezen változatának fordításán alapul.  Az eredeti cikk szerkesztőit annak laptörténete sorolja fel. Ez a jelzés csupán a megfogalmazás eredetét és a szerzői jogokat jelzi, nem szolgál a cikkben szereplő információk forrásmegjelöléseként.